# RKBエキサイトホークス 延・長・戦!
RKBエキサイトホークス 延･長･戦!（アールケービーエキサイトホークスえんちょうせん）は2015年10月から2017年3月末までRKB毎日放送（RKBラジオ）で放送されていたナイターオフ限定のスポーツ番組である。

## 番組概要
RKBエキサイトホークスの姉妹番組であり、オフのホークス情報、プロ野球界全体の動き、タカガール（ホークスの女性ファンのこと）の生態系などを紹介するという内容。

## 放送時間
- 金曜日 18:00～19:30（JST。2015年10月 - 2016年3月）
- 月曜日 18:00～20:00（JST。2016年10月 - 2017年3月）

## パーソナリティ
番組内ではプロ野球中継を模した役割分担がなされている。
- パーソナリティ…上杉あずさ
- 実況…宮脇憲一、茅野正昌（どちらか一方が出演）
- 解説…岸川勝也

## コーナー
時期について記載がないものは放送開始からのもの。
- ホークスニュース…ホークスあるいは球界全体に関するニュースを取り上げるコーナー。三和酒類提供。
- 今週の気になっタカも♡…毎週球界に関する1つのテーマを設け、それについて深く掘り下げるコーナー。
- リスナーが選ぶホークス名場面集…その年のRKBエキサイトホークスの中から、リスナーがリクエストしたシーンの実況音声を放送するコーナー。
- あずさの「スコアブック」…上杉がホークスの二軍やタマスタ筑後に関する情報を紹介するコーナー。薩摩酒造提供。
- レジェンドオブホークス…ダイエー・南海時代を含めた福岡ソフトバンクホークスの名選手にまつわる伝説を紹介するコーナー。2016年10月～。
- タカガール辞典…タカガールの関心事項や応援スタイルなどを上杉が取材して紹介するコーナー。
  - 2015年オフはあずさの「スコアブック」の中で放送していたものが2016年オフに独立。
- スポーツ日程表…その週に予定されるスポーツイベントについてお知らせするコーナー。
- 快適生活ラジオショッピング

## 特別番組
- 2016年7月18日には「RKBラジオ ホリデースペシャル エキサイトホークス延長戦・聴かせたい『あの場面』」を放送[1]。上杉・岸川・茅野の3名が出演し、2016年シーズンにおけるホークスの名場面をリスナーから募集し放送するという内容である。